# Zamora Chinchipe
Zamora Chinchipe är en provins i södra Ecuador. Den administrativa huvudorten är Zamora. Befolkningen beräknas till 76 601 invånare på en yta av 10 456 kvadratkilometer.

## Administrativ indelning
Provinsen är indelad i nio kantoner:
- Centinela del Cóndor
- Chinchipe
- El Pangui
- Nangaritza
- Palanda
- Paquisha
- Yacuambi
- Yantzaza
- Zamora